# Othmar Karas

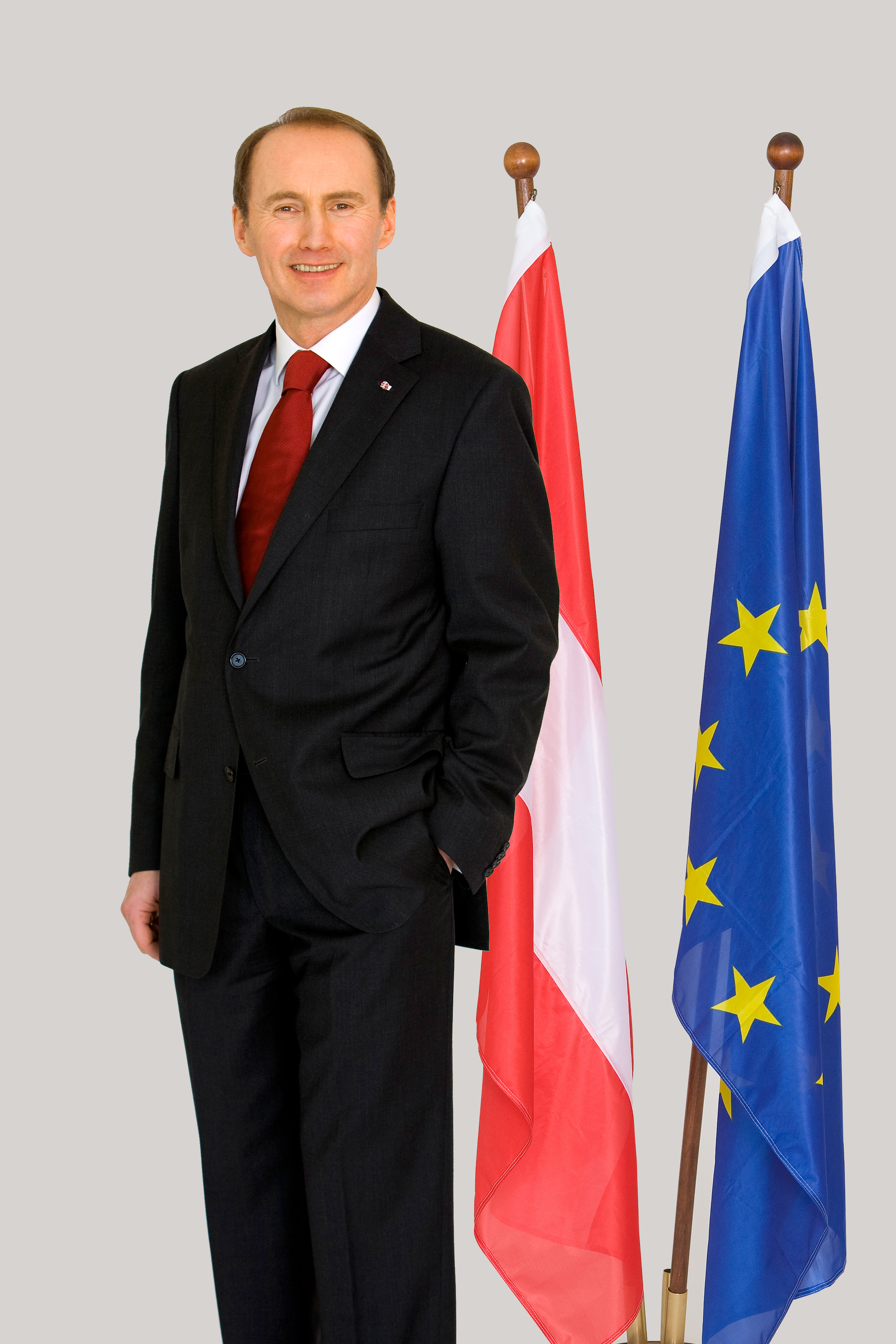
Othmar Karas

Othmar Karas (n. 24 decembrie 1957, Ybbs an der Donau) este un om politic austriac membru al Parlamentului European în perioada 1999-2004 din partea Austriei (ÖVP).